# Onkimajärvi
Onkimajärvi är en sjö i Finland. Den ligger i kommunen Kittilä i landskapet Lappland, i den norra delen av landet, 800 km norr om huvudstaden Helsingfors. Onkimajärvi ligger 230,6 meter över havet. Arean är 3,4 hektar och strandlinjen är 0,75 kilometer lång. Sjön  ingår i Kemi älvs huvudavrinningsområde. 